# Ludność Bytomia

Herb Bytomia

## LudnośćBytomia
- 1629 -	1 377[1]
- 1754 -	1 131[1]
- 1761 -	793
- 1784 - 1 650   (w tym 132 Żydów)[1]
- 1795 -	1 558[1]
- 1800 -	1 707
- 1810 -	1 926
- 1820 -	2 000[1]
- 1840 -	4 079   (w tym 711 Żydów)[1]
- 1846 - 5 476   (w tym 922 Żydów)[1]
- 1860 -	10 313
- 1871 -	15 711[1]
- 1880 -	22 810[1]
- 1885 -	26 484[2]   (w tym 2 290 Żydów)[1]
- 1890 -	36 905[1]   (w tym 9 000 Polaków)[2]
- 1900 -	51 404[1][2]
- 1905 -	60 273[2]
- 1910 -	67 718[2]
- 1919 -	53 238[2]
- 1925 -	62 543[2]
- 1933 -	100 584[2]
- 1935 - 103 332
- 1939 - 101 084
- 1946 - 93 179[1]   (spis powszechny)
- 1950 - 173 955   (spis powszechny)
- 1955 - 180 676
- 1960 - 182 578[1]   (spis powszechny)
- 1961 - 186 200
- 1962 - 189 700
- 1963 - 191 400
- 1964 - 191 700
- 1965 - 191 041
- 1966 - 190 900
- 1967 - 186 800
- 1968 - 186 800
- 1969 - 186 900
- 1970 - 187 500
- 1971 - 187 151
- 1972 - 189 100
- 1973 - 192 600
- 1974 - 199 400
- 1975 - 234 421   (włączono Radzionków)
- 1976 - 236 100
- 1977 - 236 500
- 1978 - 231 500   (spis powszechny)
- 1979 - 231 600
- 1980 - 234 292[1]
- 1981 - 237 828
- 1982 - 238 172
- 1983 - 238 058
- 1984 - 239 217
- 1985 - 238 925
- 1986 - 239 453
- 1987 - 239 800
- 1988 - 227 917   (spis powszechny)
- 1989 - 229 851
- 1990 - 231 206
- 1991 - 232 239
- 1992 - 229 243
- 1993 - 229 605
- 1994 - 228 165
- 1995 - 226 810
- 1996 - 225 287
- 1997 - 225 799
- 1998 - 205 560   (odłączono Radzionków)
- 1999 - 197 660
- 2000 - 195 807
- 2001 - 194 109
- 2002 - 192 597[1]   (spis powszechny)
- 2003 - 191 060
- 2004 - 189 535
- 2005 - 187 943
- 2006 - 186 540
- 2007 - 184 765
- 2008 - 183 829
- 2009 - 182 749
- 2010 - 177 266
- 2011 - 176 106   (spis powszechny)
- 2012 - 174 724
- 2013 - 173 439
- 2014 - 172 306
- 2015 - 170 761
- 2018 - 167 672[3]

## Powierzchnia Bytomia
- 1995 - 82,58 km²
- 1998 - 69,32 km²
- 2003 - 69,43 km²
- 2006 - 69,44 km²